# Toshirō Mifune
Pour les articles homonymes, voir Mifune.
Toshirō Mifune (三船 敏郎, Mifune Toshirō, en chinois Sanchuan Minlang), né le 1er avril 1920 à Qingdao en Chine, alors possession japonaise à la suite de la conférence de la paix de Paris, et mort le 24 décembre 1997 à Mitaka, près de Tokyo, au Japon, est un acteur, producteur de cinéma et également le réalisateur d'un unique film, L'Héritage des 500 000 (1963).
Il a été l'un des acteurs japonais les plus célèbres au niveau international, notamment grâce à sa fructueuse collaboration avec le réalisateur Akira Kurosawa et sa carrière aux États-Unis.

## Biographie

### Enfance

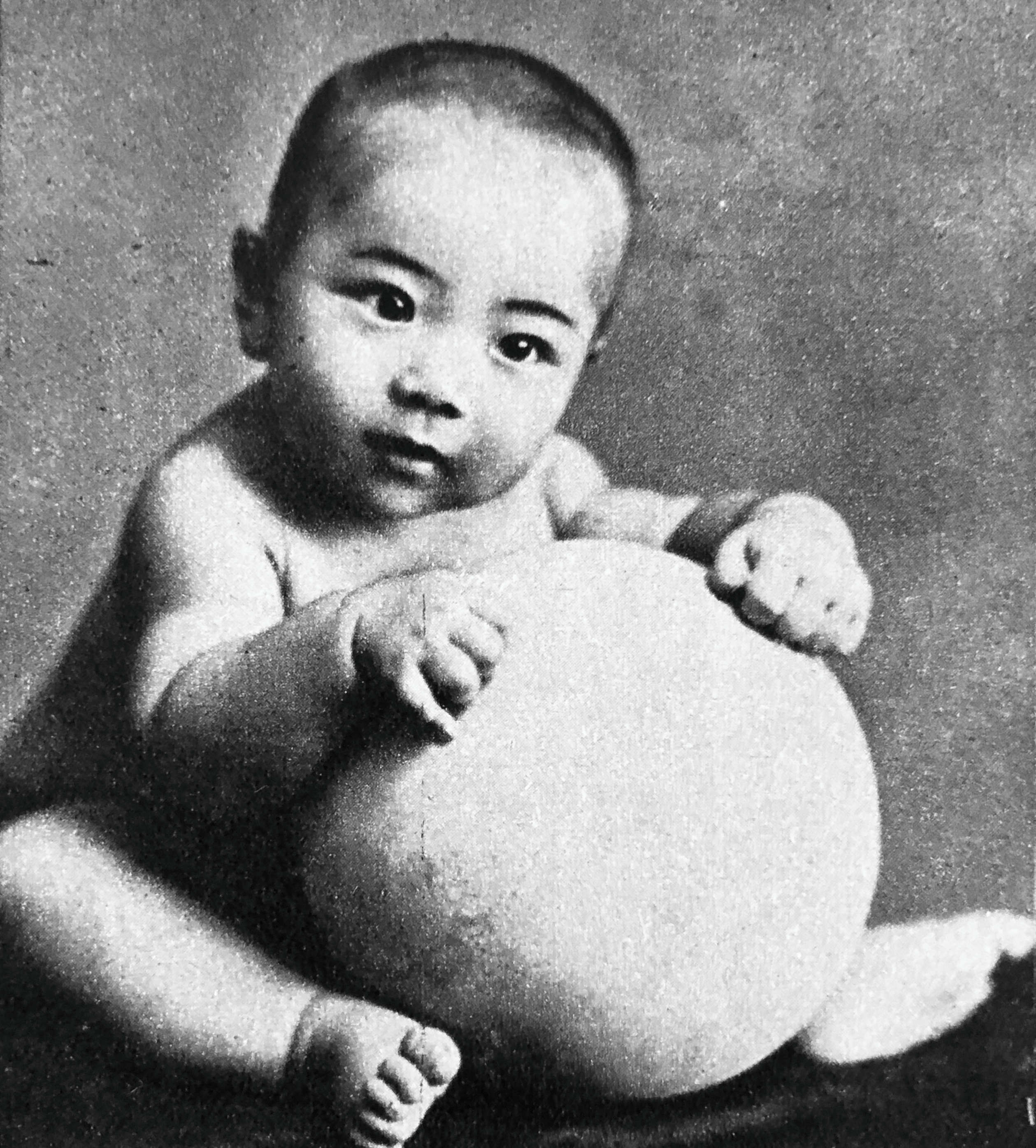
Toshirō Mifune en 1921.

Toshirō Mifune naît en Chine de parents japonais, et grandit à Dalian avec un frère et une sœur. Dans sa jeunesse, il travaille dans le magasin de photographie de son père Tokuzo, qui est méthodiste et probablement aussi missionnaire, prêchant auprès de la communauté japonaise de Dalian. Il passe les dix-neuf premières années de sa vie en Chine et parle couramment le mandarin.

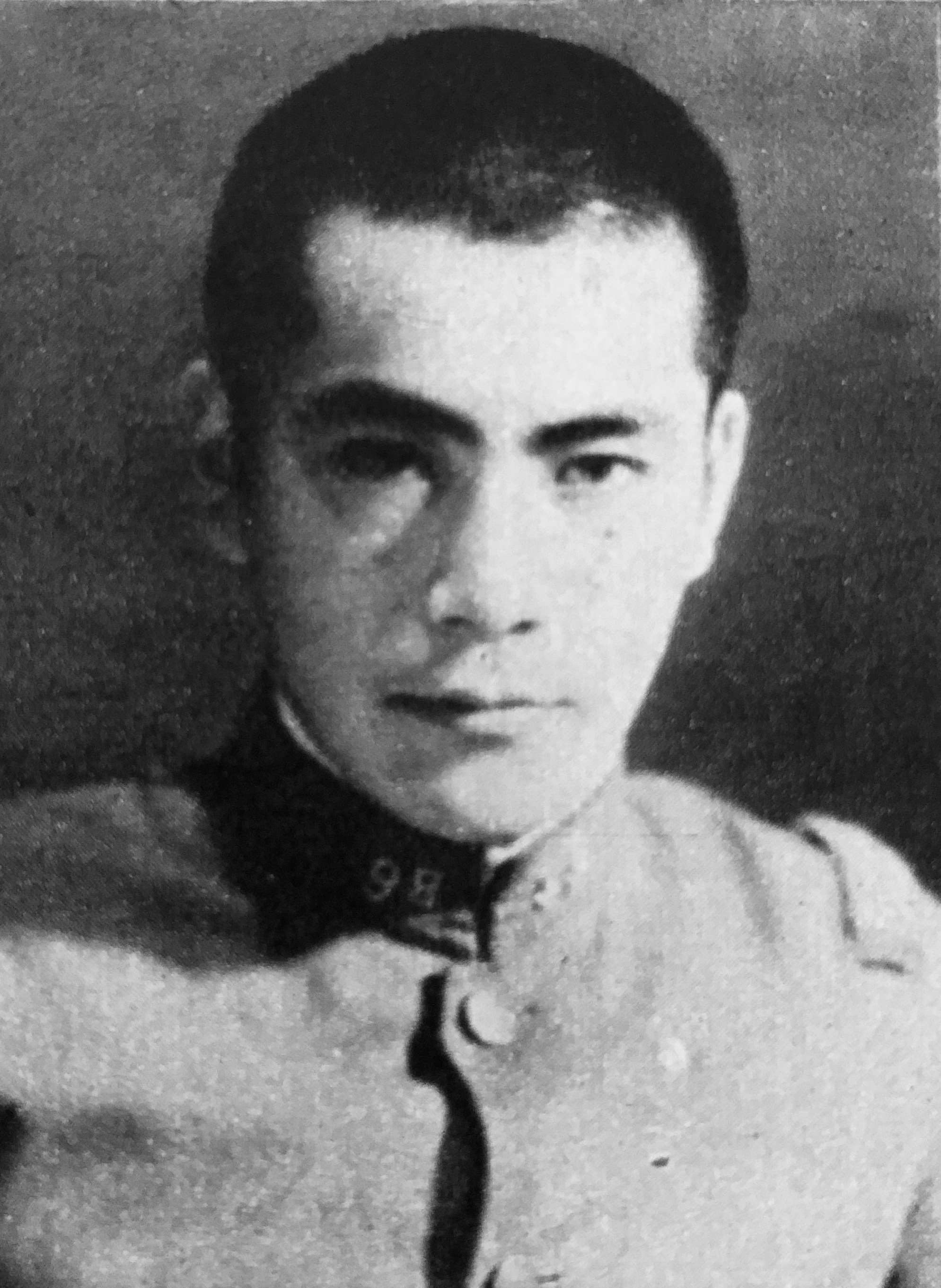
Toshirō Mifune en 1943.

C'est en tant que citoyen japonais qu'il est enrôlé dans la Force aérienne impériale japonaise où il travaille comme photographe aérien durant la Seconde Guerre mondiale.

### Début de carrière
Il retourne au Japon en 1946, au lendemain de la Seconde Guerre mondiale, et s'y retrouve seul, sans parents ; il cherche un travail dans la photographie.
En 1947, l'un de ses amis qui travaille au service photographique de la Tōhō lui trouve un poste comme assistant de prises de vues. Cependant, la société est à l'époque liée au Parti communiste japonais, ce qui ne réconforte guère Mifune, plutôt religieux et conservateur.
À la suite d'une grève prolongée, un grand nombre d'acteurs quittent la Tōhō afin de créer leur propre compagnie : la Shintōhō. Aussitôt, le studio organise un concours afin de découvrir de nouveaux talents. Des amis de Mifune le font participer à son insu, et il est pris avec quarante-huit autres (sur quatre mille postulants) afin de faire un bout d'essai pour Kajirō Yamamoto. À l'audition, lorsqu'on lui demande de mimer la colère, il puise dans son passé militaire et semble si convaincant que les examinateurs ne souhaitent pas le retenir, craignant qu'il soit une personne trop arrogante et pénible. Akira Kurosawa fut particulièrement impressionné par sa performance, ce qui contribua à inverser la décision du jury. Kajirō Yamamoto le conseille également à son collègue Senkichi Taniguchi qui lui offre son premier rôle dans Shin baka jidai en 1947.

### Mariage
L'une des partenaires de Mifune, une des trente-deux femmes sélectionnées durant le concours de la Tōhō, s'appelle Sachiko Yoshimine. De huit ans sa cadette, elle vient d'une famille aisée de Tokyo. Ils tombent amoureux et Mifune la demande bientôt en mariage.
Mais les parents de Yoshimine s'opposent au mariage avec Mifune qui n'est pas bouddhiste, est originaire de Mandchourie (une région considérée alors par les Japonais comme un repaire de crapules), et dont la profession n'est pas un gage de stabilité ni de responsabilité.
Le réalisateur Senkichi Taniguchi, avec l'aide d'Akira Kurosawa, parvient à convaincre la famille d'autoriser le mariage. Celui-ci a lieu en février 1950. En novembre de la même année, leur premier fils Shirō vient au monde. En 1955 ils ont un second fils, Takeshi.
En 1982, il a une fille, Mika, avec sa maîtresse, l'actrice Mika Kitagawa (ja).

### Célébrité
Sa stature imposante, sa panoplie d'acteur, son aisance avec les langues étrangères et sa longue collaboration avec le célèbre réalisateur Akira Kurosawa en font l'acteur japonais le plus célèbre à l'époque, et certainement le plus connu dans le monde occidental. Il joue souvent le rôle d'un samouraï ou d'un rōnin, souvent grossier et bourru, allant à l'encontre de l'image traditionnelle de ces personnages. Il maîtrisait le sabre à haut niveau, obtint le 7e dan en kendo et fut membre éminent de la koryū Takeda, école d'arts martiaux japonais traditionnels. Dans des films comme Les Sept Samouraïs et Yojimbo, son personnage manque de bonnes manières mais ses qualités sont ailleurs, dans sa sagesse, son expérience, ou encore sa prouesse au combat. Dans Sanjuro, son efficacité sans fioriture contraste avec l'aspect soigné des samouraïs de la Cour. Kurosawa apprécie beaucoup l'émotion toute simple qui se dégage de son acteur, là où n'importe quel autre comédien en aurait fait des tonnes.
Mifune est également reconnu pour son sens de l'humour (il n'hésite pas à se tourner en dérision dans ses propres films), mais aussi pour l'importance qu'il attache à chacun de ses rôles. Ainsi, pour préparer Les Sept Samouraïs et Rashōmon, il étudie, sur film, des combats de lions dans la brousse ; pour Ánimas Trujano, il regarde des films d'acteurs mexicains afin de pouvoir prononcer correctement ses répliques en espagnol. Dans ses premiers films en anglais (Grand Prix en 1966…) il apprend ses répliques phonétiquement et le résultat n'est pas toujours probant, sa voix devant alors être doublée par Paul Frees. Mais il s'améliore au fil des ans et, en 1971, c'est sa propre voix que l'on entend tout au long du film Soleil rouge, un western au casting international. Il regretta toujours de ne pas avoir une carrière plus prolifique en Occident. Son rôle anglais le plus mémorable est certainement celui de l'amiral Isoroku Yamamoto dans La Bataille de Midway (1976).
Il est un moment envisagé pour le rôle d'Obi-Wan Kenobi par George Lucas alors que celui-ci prépare Star Wars, épisode IV : Un nouvel espoir, ayant déjà joué un rôle analogue (le général Rokurota) dans La Forteresse cachée (1958), un film dont l'influence se fait ressentir dans le film de George Lucas.
On lui doit l'archétype du « guerrier vagabond » qu'il a souvent interprété chez Kurosawa. Ce personnage sera notamment repris par Clint Eastwood dans ses westerns, ainsi que dans les westerns spaghettis de Sergio Leone. Pour une poignée de dollars est d'ailleurs un remake intégral et inavoué de Yojimbo, ce qui ne plut guère à Kurosawa.
La plupart des quinze films rassemblant Kurosawa et Mifune sont aujourd'hui devenus des classiques : Rashōmon, Chien enragé, L'Ange ivre, Les salauds dorment en paix, Entre le ciel et l'enfer, Les Sept Samouraïs, La Forteresse cachée, Le Château de l'araignée (une adaptation du Macbeth de Shakespeare), Yojimbo, Sanjuro… À la Mostra de Venise, l'acteur remporte à deux reprises la Coupe Volpi de la meilleure interprétation masculine pour son jeu dans des films de Kurosawa : en 1961, pour Yojimbo et, en 1965, pour Barberousse.
Mifune et Kurosawa se séparent après Barberousse (1965). Ayant laissé pousser sa barbe et devant la conserver intacte durant les deux années que durent le tournage, Mifune ne peut tourner dans aucun autre film, ce qui met l'acteur et sa société de production en difficulté financière. Heureusement le film fait un triomphe au Japon et marche bien en Europe, mais pas aux États-Unis.

### Dernières années
Dans un sondage réalisé par un magazine japonais en 1984[Lequel ?], Mifune est reconnu comme « le plus japonais de tous les hommes ». Dans son pays natal (la Chine) et à l'étranger, il est ainsi souvent considéré comme l'homme japonais par excellence.
Au début des années 1980, Mifune crée une école de comédie, Mifune Geijutsu Gakuin (三船芸術学院), mais l'école ferme au bout de trois ans en raison d'une gestion hasardeuse.
Il obtient sa véritable consécration populaire en Occident grâce à son rôle de Seigneur Yoshi Toranaga dans le feuilleton télévisé Shogun, récompensé aux Emmy Awards et aux Golden Globes en 1981. Cependant, les incohérences historiques et la vision un peu simpliste du Japon donnée par la série lui réservent un accueil mitigé au pays du Soleil Levant. Cela accroît encore le fossé avec Kurosawa, mettant un terme quasi définitif à toute future collaboration.
Kurosawa fait de nombreuses déclarations déplaisantes à propos de Mifune, et réciproquement. Ils se réconcilieront en 1993 lors de l'enterrement de leur ami Ishirō Honda après s'être éloignés pendant presque trois décennies. Mais ils n'auront pas l'occasion de travailler à nouveau ensemble, ni de reconstituer leur vieille amitié, car tous deux mourront dans les cinq années qui suivent.
En 1992, Mifune commence à souffrir d'un sérieux problème de santé, dont la nature exacte reste inconnue. On prétend qu'il s'est usé à la tâche, ou qu'il a eu une crise cardiaque. Il se retire soudainement et reste cloîtré chez lui, veillé par son épouse. Lorsque celle-ci décède en 1995 d'un cancer du pancréas, l'état physique et mental de Mifune décline rapidement. Il décède le 24 décembre 1997 dans un hôpital de Mitaka (banlieue ouest de Tokyo), à l'âge de 77 ans.

## Filmographie

### Comme acteur

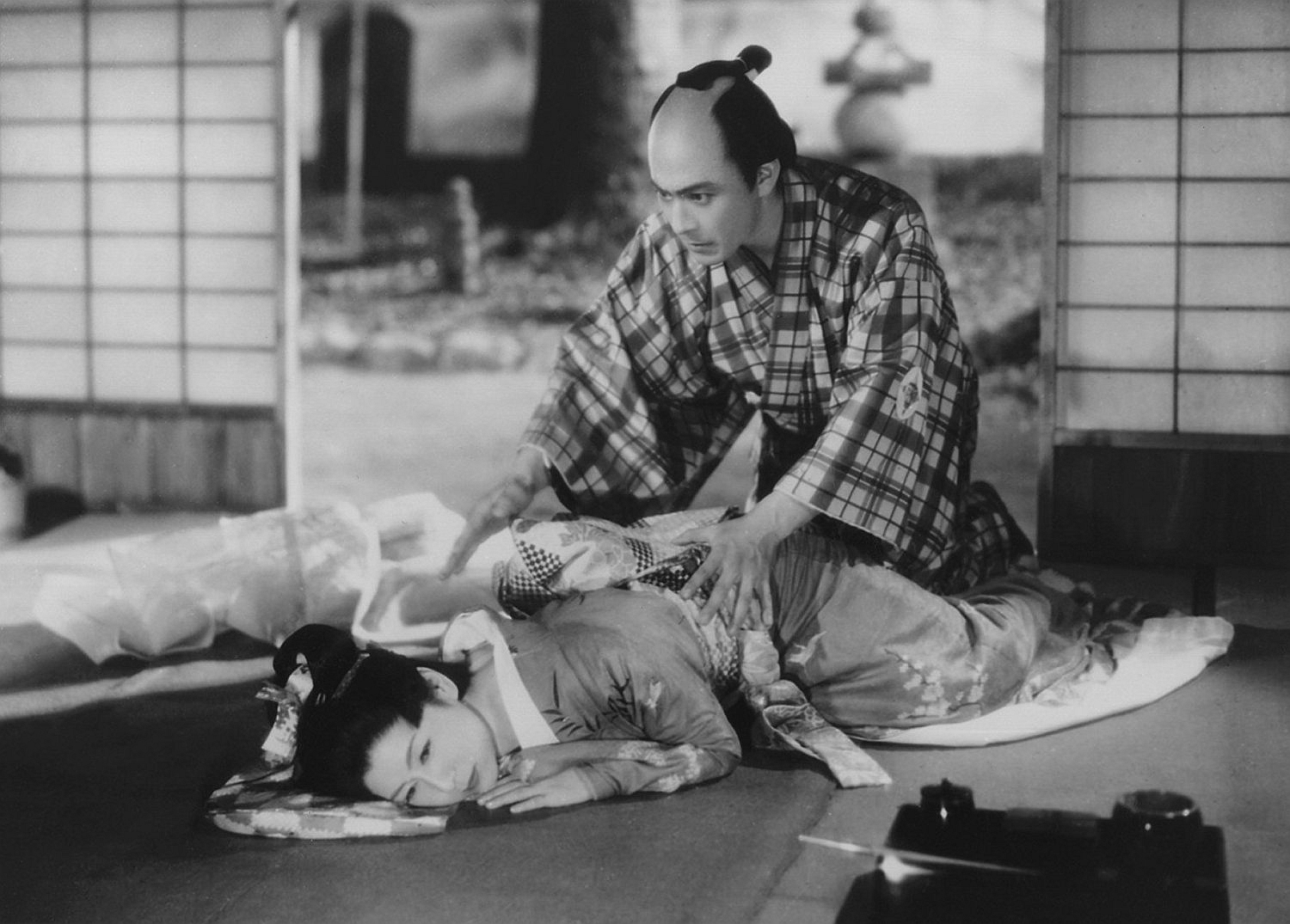
Toshirō Mifune et Kinuyo Tanaka dans La Vie d'O'Haru femme galante (1952).

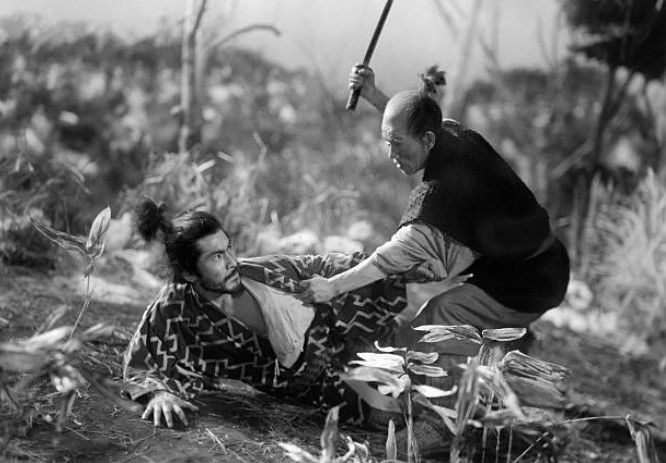
Toshirō Mifune et Eijirō Tōno dans Sengoku burai (1952).

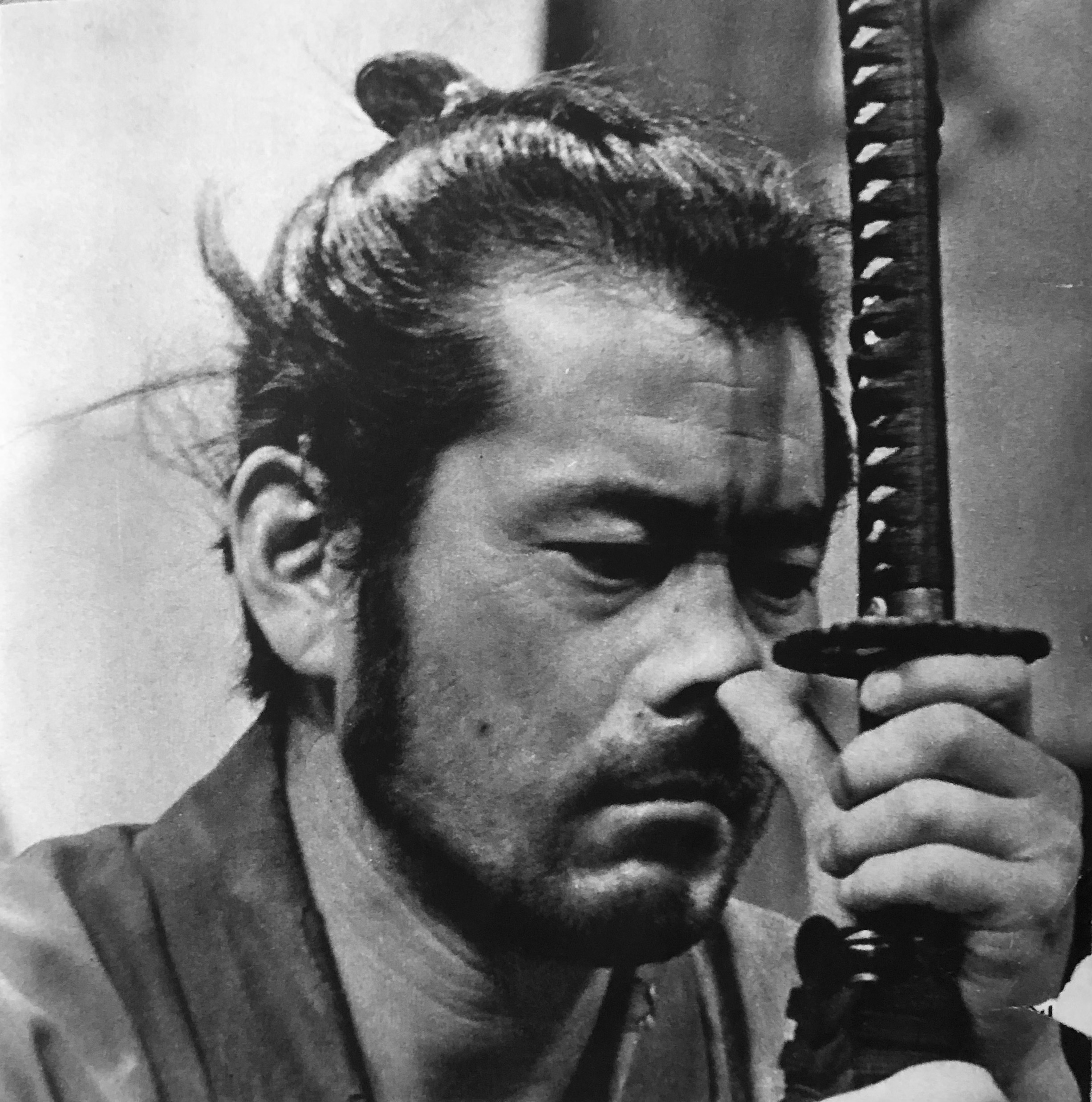
Toshirō Mifune dans Sanjuro (1962).

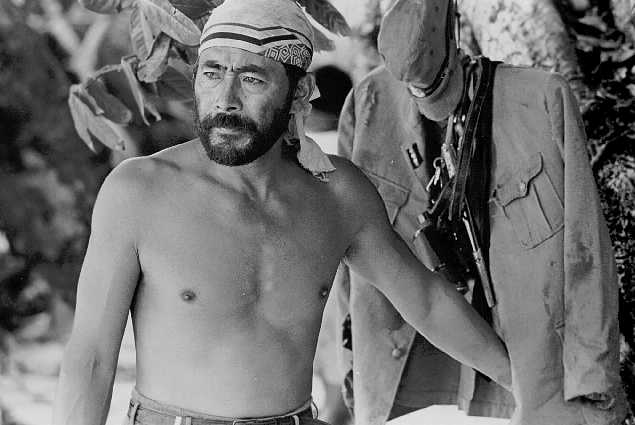
Toshirō Mifune sur le tournage de Duel dans le Pacifique (1968).

#### Années 1940
- 1947 : La Montagne d'argent (銀嶺の果て, Ginrei no hate?) de Senkichi Taniguchi : Eijima
- 1947 : L'Époque des nouveaux idiots I (新馬鹿時代 前篇, Shin baka jidai: Zenpen?) de Kajirō Yamamoto : chef de gang
- 1947 : L'Époque des nouveaux idiots II (新馬鹿時代 後篇, Shin baka jidai: Kōhen?) de Kajirō Yamamoto : chef de gang
- 1948 : L'Ange ivre (酔いどれ天使, Yoidore tenshi?) d'Akira Kurosawa : Matsunaga
- 1949 : Le Duel silencieux (静かなる決闘, Shizukanaru kettō?) d'Akira Kurosawa : Dr Kyoji Fujisaki
- 1949 : Jakoman to Tetsu (ジャコ萬と鉄?) de Senkichi Taniguchi : Tetsu
- 1949 : Chien enragé (野良犬, Nora-inu?) d'Akira Kurosawa : inspecteur Murakami

#### Années 1950
- 1950 : Rapport sur la conduite du professeur Ishinaka (石中先生行状記, Ishinaka sensei gyōjoki?) de Mikio Naruse
- 1950 : Évasion (脱獄, Datsugoku?) de Kajirō Yamamoto
- 1950 : Scandale (醜聞, Shubun?) d'Akira Kurosawa : Ichirō Aoye
- 1950 : L'Anneau de fiançailles (婚約指環, Konyaku yubiwa?) de Keisuke Kinoshita : Takeshi Ema
- 1950 : Rashōmon (羅生門, Rashōmon?) d'Akira Kurosawa : Tajōmaru
- 1951 : Ai to nikushimi no kanata e (愛と憎しみの彼方へ?) de Senkichi Taniguchi
- 1951 : Élégie (悲歌, Aika?) de Kajirō Yamamoto
- 1951 : L'Idiot (白痴, Hakuchi?) d'Akira Kurosawa : Denkichi Akama
- 1951 : Les Bateaux pirates (海賊船, Kaizokusen?) de Hiroshi Inagaki
- 1951 : Sengoha obake taikai (戦後派お化け大会?) de Kiyoshi Saeki
- 1951 : Sasaki Kojirō III (完結 佐々木小次郎 巌流島決闘, Kanketsu Sasaki Kojirō : Ganryūjima kettō?) de Hiroshi Inagaki : Musashi Miyamoto
- 1951 : La Vie d'un marchand de chevaux (馬喰一代, Bakurō ichidai?) de Keigo Kimura : Yonetaro Katayama
- 1951 : Qui connaît le cœur d'une femme ? (女ごころ誰が知る, Onnagokoro dare ka shiru?) de Kajirō Yamamoto
- 1952 : La Vendetta d'un samouraï : duel au coin de Kagiya (荒木又右衛門 決闘鍵屋の辻, Araki Mataemon : Kettō Kagiya no tsuji?) de Kazuo Mori : Mataemon Araki
- 1952 : Muteki (霧笛?) de Senkichi Taniguchi
- 1952 : La Vie d'O'Haru femme galante (西鶴一代女, Saikaku ichidai onna?) de Kenji Mizoguchi : Katsunosuke
- 1952 : Kin no tamago (金の卵?) de Yasuki Chiba
- 1952 : Sengoku burai (戦国無頼?) de Hiroshi Inagaki : Sasa Hayatenosuke
- 1952 : Tōkyō no koibito (東京の恋人?) de Yasuki Chiba
- 1952 : Gekiryū (激流?) de Senkichi Taniguchi
- 1952 : The Man Who Came to Port (港へ来た男, Minato e kita otoko?) d'Ishirō Honda : Gorō Niinuma
- 1953 : Fukeyo harukaze (吹けよ春風?) de Senkichi Taniguchi : Matsumura
- 1953 : L'Étreinte (抱擁, Hoyo?) de Masahiro Makino : Shinkichi / Hayakawa
- 1953 : Himawari musume (ひまわり娘?) de Yasuki Chiba : Ippei Hitachi
- 1953 : Eagle of the Pacific (太平洋の鷲, Taiheiyō no washi?) d'Ishirō Honda : 1er lieutenant Tomonaga
- 1954 : Les Sept Samouraïs (七人の侍, Shichinin no samurai?) d'Akira Kurosawa : Kikuchiyo
- 1954 : La Légende de Musashi (宮本武蔵, Miyamoto Musashi?) de Hiroshi Inagaki : Musashi Miyamoto (Takezō)
- 1954 : Shiosai (潮騒?) de Senkichi Taniguchi : capitaine du Utashima-maru
- 1954 : Mitsuyu-sen (密輸船?) de Toshio Sugie : Eiichi Tsuda
- 1955 : Homme n° 1 (男性Ｎｏ．１, Dansei No. 1?) de Kajirō Yamamoto : Maki
- 1955 : Tenka taihei (天下泰平?) de Toshio Sugie
- 1955 : Zoku tenka taihei (続天下泰平?) de Toshio Sugie
- 1955 : Otoko arite (男ありて?) de Seiji Maruyama : Yano
- 1955 : Duel à Ichijoji (続宮本武蔵 一乗寺の決闘, Zoku Miyamoto Musashi : Ichijōji no kettō?) de Hiroshi Inagaki : Musashi Miyamoto (Takezō)
- 1955 : Vivre dans la peur (Chronique d'un être vivant) (生きものの記録, Ikimono no kiroku?) d'Akira Kurosawa : Kiichi Nakajima
- 1956 : La Voie de la lumière (宮本武蔵完結編 決闘巌流島, Miyamoto Musashi kanketsuhen : Kettō Ganryūjima?) de Hiroshi Inagaki : Musashi Miyamoto (Takezō)
- 1956 : Kuroobi sangokushi (黒帯三国志?) de Senkichi Taniguchi : Masahiko Koseki
- 1956 : Le Quartier des ténèbres (暗黒街, Ankokugai?) de Kajirō Yamamoto : inspecteur en chef Kumada
- 1956 : Aijō no kessan (愛情の決算?) de Shin Saburi
- 1956 : Le Cœur d'une épouse (妻の心, Tsuma no kokoro?) de Mikio Naruse : Kenkichi, le frère de Yumiko
- 1956 : Narazu-mono (ならず者?) de Nobuo Aoyagi : Kanji
- 1956 : Le Bateau des prisonniers (囚人船, Shūjinsen?) de Hiroshi Inagaki
- 1957 : Le Château de l'araignée (蜘蛛巣城, Kumonosu-jō?) d'Akira Kurosawa : Taketori Washizu
- 1957 : Arashi no naka no otoko (嵐の中の男?) de Senkichi Taniguchi : Saburō Watari
- 1957 : Be Happy, These Two Lovers (この二人に幸あれ, Kono futari ni sachi are?) d'Ishirō Honda
- 1957 : L'Art du combat de Yagyu I (柳生武芸帳, Yagyū bugeichō?) de Hiroshi Inagaki : Tasaburō
- 1957 : Kiken na eiyu (危険な英雄?) de Hideo Suzuki
- 1957 : Les Bas-Fonds (どん底, Donzoko?) d'Akira Kurosawa : Sutekichi le voleur
- 1957 : Le Faubourg (下町, Shitamachi?) de Yasuki Chiba
- 1958 : L'Art du combat de Yagyu II (柳生武芸帳 双龍秘剣, Yagyū bugeichō : Sōryū hiken?) de Hiroshi Inagaki : Tasaburō
- 1958 : Jours de congé à Tokyo (東京の休日, Tōkyō no kyūjitsu?) de Kajirō Yamamoto : neveu de Tenkai
- 1958 : L'Homme au pousse-pousse (無法松の一生, Muhōmatsu no isshō?) de Hiroshi Inagaki : Matsugorō
- 1958 : Yajikata dōchūki (弥次喜多道中記?) de Yasuki Chiba
- 1958 : Tout sur le mariage (結婚のすべて, Kekkon no subete?) de Kihachi Okamoto : professeur de comédie
- 1958 : Jinsei gekijō: Seishun hen (人生劇場 青春篇?) de Toshio Sugie
- 1958 : La Forteresse cachée (隠し砦の三悪人, Kakushi toride no san-akunin?) d'Akira Kurosawa : général Rokurota Makabe
- 1959 : Ombres dans la nuit (暗黒街の顔役, Ankokugai no kaoyaku?) de Kihachi Okamoto : Kashimura
- 1959 : Samurai Saga (或る剣豪の生涯, Aru kengō no shōgai?) de Hiroshi Inagaki : Heihachiro Komaki
- 1959 : Sengoku gunto-den (戦国群盗伝?) de Toshio Sugie : Rokuro Kai
- 1959 : La Bande des têtes brûlées (独立愚連隊, Dokuritsu gurentai?) de Kihachi Okamoto : commandant de bataillon
- 1959 : La Naissance du Japon (日本誕生, Nippon tanjō?) de Hiroshi Inagaki : prince Yamato Takeru

#### Années 1960
- 1960 : L'Inspecteur Fujioka (暗黒街の対決, Ankokugai no taiketsu?) de Kihachi Okamoto : inspecteur Saburo Fujioka
- 1960 : Kunisada Chūji (国定忠治?) de Senkichi Taniguchi : Chuji Kunisada
- 1960 : Hawai Middouei daikaikusen: Taiheiyo no arashi (ハワイ・ミッドウェイ大海空戦 太平洋の嵐?) de Shūe Matsubayashi : amiral Yamaguchi
- 1960 : Otoko tai otoko (男対男?) de Senkichi Taniguchi : Kaji
- 1960 : Les salauds dorment en paix (悪い奴ほどよく眠る, Warui yatsu hodo yoku nemuru?) d'Akira Kurosawa : Koichi Nishi
- 1960 : Sararīman Chūshingura (サラリーマン忠臣蔵?) de Toshio Sugie : Kazuo Momoi
- 1961 : Récits du château d'Osaka (大阪城物語, Ōsaka-jō monogatari?) de Hiroshi Inagaki : Mohei
- 1961 : Zoku sararīman Chūshingura (続サラリーマン忠臣蔵?) de Toshio Sugie : Kazuo Momoi
- 1961 : Le Garde du corps (用心棒, Yōjinbō?) d'Akira Kurosawa : Sanjūrō Kuwabatake / Le Samouraï
- 1961 : Gen et la sculpture de Bouddha (ゲンと不動明王, Gen to fudōmyō'o?) de Hiroshi Inagaki : Fudo-Myo
- 1962 : Sanjuro (椿三十郎, Tsubaki Sanjūrō?) d'Akira Kurosawa : Sanjūrō Tsubaki
- 1962 : Ánimas Trujano d'Ismael Rodríguez : Ánimas Trujano
- 1962 : Tatsu (どぶろくの辰, Doburoku no Tatsu?) de Hiroshi Inagaki : Tatsu
- 1962 : Zoku shachō yōkōki (続社長洋行記?) de Toshio Sugie
- 1962 : Les 47 Rōnin (忠臣蔵 花の巻 雪の巻, Chūshingura: Hana no maki, yuki no maki?) de Hiroshi Inagaki : Genba Tawaraboshi
- 1963 : Les Ailes du Pacifique (太平洋の翼, Taiheiyo no tsubasa?) de Shūe Matsubayashi : lieutenant-colonel Senda
- 1963 : Entre le ciel et l'enfer (天国と地獄, Tengoku to jigoku?) d'Akira Kurosawa : Kingo Gondo
- 1963 : L'Héritage des 500 000 (五十万人の遺産, Gojūman-nin no isan?) de Toshirō Mifune : Takeichi Matsuo
- 1963 : Le Défi des géants (大盗賊, Daitōzoku?) de Senkichi Taniguchi : Sukezaemon Naya, alias 'Luzon' (Sinbad dans la version anglaise)
- 1964 : La Grande Tornade (士魂魔道 大龍巻, Shikon madō : Daitatsu maki?) de Hiroshi Inagaki : Lord Akashi
- 1965 : Samouraï (侍, Samurai?) de Kihachi Okamoto : Tsuruchiyo Niiro
- 1965 : Barberousse (赤ひげ, Akahige?) d'Akira Kurosawa : Dr Kyojio Niide, 'Akahige' ['Barberousse']
- 1965 : Sanshiro Sugata (姿三四郎, Sugata Sanshirō?) de Seiichirō Uchikawa (ja) : Shogorō Yano
- 1965 : La Retraite de Kiska (太平洋奇跡の作戦 キスカ, Taiheiyō kiseki no sakusen : Kisuka?) de Seiji Maruyama : Omura
- 1965 : Sang et Sable (血と砂, Chi to suna?) de Kihachi Okamoto : sergent Kosugi
- 1966 : Goemon se déchaîne (暴れ豪右衛門, Abare Gōemon?) de Hiroshi Inagaki : Abare Goemon
- 1966 : Le Sabre du mal (大菩薩峠, Dai-bosatsu tōge?) de Kihachi Okamoto : Toranosuke Shimada
- 1966 : Les Aventures de Takla Makan (奇巌城の冒険, Kigan-jō no bōken?) de Senkichi Taniguchi : Osami
- 1966 : Doto ichiman kairi (怒濤一万浬?) de Jun Fukuda : Heihachirō Murakami
- 1966 : Grand Prix de John Frankenheimer : Izo Yamura
- 1967 : Rébellion (上位討ち 拝領妻始末, Jōi uchi hairyō tsuma shimatsu?) de Masaki Kobayashi : Isaburō Sasahara
- 1967 : Le Jour le plus long du Japon (日本のいちばん長い日, Nippon no ichiban nagai hi?) de Kihachi Okamoto : Anami, ministre de la guerre
- 1968 : Le Soleil de Kurobe (黒部の太陽, Kurobe no taiyō?) de Kei Kumai : Kitagawa
- 1968 : Rengō kantai shirei chōkan : Yamamoto Isoroku (連合艦隊指令長官 山本五十六?) de Seiji Maruyama : amiral Isoroku Yamamoto
- 1968 : Gion matsuri (祇園祭?) de Tetsuya Yamanouchi (ja) : Kumaza
- 1968 : Duel dans le Pacifique (Hell in the Pacific) de John Boorman : capitaine Tsuruhiko Kuroda
- 1969 : Furin kazan (風林火山, Furin kazan?) de Hiroshi Inagaki : Kansuke Yamamoto
- 1969 : Safari 5000 (栄光への5000キロ, Eiko e no 5,000 kiro?) de Koreyoshi Kurahara : Yuichiro Takase
- 1969 : Nihonkai daikaisen (日本海大海戦?) de Seiji Maruyama : amiral Heihachiro Togo
- 1969 : Akage (赤毛?) de Kihachi Okamoto : Gonzo
- 1969 : Shinsen gumi (新選組?) de Tadashi Sawashima : Isami Kondo

#### Années 1970
- 1970 : La Légende de Zatoïchi : Zatoïchi contre Yojimbo (座頭市と用心棒, Zatōichi to Yōjinbō?) de Kihachi Okamoto : Sassa le yojimbo
- 1970 : La Fin du Bakufu (幕末, Bakumatsu?) de Daisuke Itō : Shojiro Goto
- 1970 : L'Embuscade (待ち伏せ, Machibuse?) de Hiroshi Inagaki : le yojimbo
- 1970 : Aru heishi no kake (ある兵士の賭け?) de Kōji Chino, Keith Larsen et Nobuaki Shirai : Tadao Kinugasa
- 1970 : Gekidō no Showa shi : Gunbatsu (激動の昭和史 軍閥?) de Hiromichi Horikawa : amiral Isoroku Yamamoto
- 1971 : Soleil rouge de Terence Young : Kuroda Jubie
- 1975 : Le Tigre de papier (Paper Tiger) de Ken Annakin : ambassadeur Kagoyama
- 1976 : La Bataille de Midway (Midway) de Jack Smight : amiral Isoroku Yamamoto
- 1977 : Ningen no shōmei (人間の証明?) de Jun'ya Satō : Yohei Gun
- 1977 : Nihon no don : Yabohen (日本の首領 野望篇?) de Sadao Nakajima
- 1978 : Le Samouraï et le Shogun (柳生一族の陰謀, Yagyū ichizoku no inbō?) de Kinji Fukasaku : seigneur d'Owari
- 1978 : Inubue (犬笛?) de Sadao Nakajima : Capitaine Murata
- 1978 : Mademoiselle Ogin (お吟さま, Ogin-sama?) de Kei Kumai : Taiko Hideyoshi
- 1978 : Nihon no don: Kanketsuhen (日本の首領 完結篇?) de Sadao Nakajima
- 1978 : Last of the Ako Clan (赤穂城断絶, Akō-jō danzetsu?) de Kinji Fukasaku : Tsuchiya
- 1978 : Mito Kōmon (水戸黄門?) de Tetsuya Yamanouchi (ja)
- 1979 : Qui a tué le président ? (Winter Kills) de William Richert : Keith
- 1979 : La Dernière Aventure de Kosuke Kindaichi (金田一耕助の冒険, Kindaichi Kosuke no boken?) de Nobuhiko Ōbayashi : Kindaichi du futur
- 1979 : Omitsu dōshin : Ōedo sōsamō (隠密同心 大江戸捜査網?) d'Akinori Matsuo
- 1979 : 1941 de Steven Spielberg : Commandant Akiro Mitamura

#### Années 1980
- 1980 : 203 kōchi (二百三高地?) de Toshio Masuda : empereur Meiji
- 1981 : Inchon de Terence Young : Saito-San
- 1981 : The Bushido Blade de Tom Kotani (ja) : commandant du Shogun
- 1982 : À armes égales (The Challenge) de John Frankenheimer : Toru Yoshida
- 1982 : Seiha (制覇?) de Sadao Nakajima : Masao Tadokoro
- 1983 : Jinsei gekijō (人生劇場?) de Kinji Fukasaku, Sadao Nakajima et Jun'ya Satō
- 1983 : Nihonkai daikaisen : Umi yukaba (日本海大海戦 海ゆかば?) de Toshio Masuda : amiral Heihachiro Togo
- 1984 : Umitsubame Jō no kiseki (海燕ジョーの奇跡?) de Toshiya Fujita : pêcheur
- 1985 : Le Sang du dragon (聖女伝説, Seijo densetsu?) de Tōru Murakawa : Kozo Kanzaki
- 1986 : Genkai tsurezure-bushi (玄海つれづれ節?) de Masanobu Deme
- 1987 : Sicilian Connection de Tonino Valerii : Murai
- 1987 : C'est dur d'être un homme : En route pour Hokkaidō ! (男はつらいよ 知床慕情, Otoko wa tsurai yo: Shiretoko bojō?) de Yōji Yamada : Dr Junkichi 'Jun' Ueno
- 1987 : La Princesse de la Lune (竹取物語, Taketori monogatari?) de Kon Ichikawa : Taketori-no-Miyatsuko
- 1989 : Haru kuru oni (春来る鬼?) d'Akira Kobayashi
- 1989 : CF Girl (ｃｆガール, CF gāru?) d'Izō Hashimoto : Shuichiro
- 1989 : La Mort d'un maître de thé (千利休 本覺坊遺文, Sen no Rikyū : Honkakubō ibun?) de Kei Kumai : Rikyu Sen-no

#### Années 1990
- 1991 : Sutoroberi rodo (ストロベリーロード?) de Koreyoshi Kurahara : Taoka
- 1992 : Kabuto de Gordon Hessler : Lord Ieyasu
- 1992 : Agaguk de Jacques Dorfmann : Kroomak
- 1994 : Picture Bride (en) de Kayo Hatta (en) : le benshi
- 1995 : Le Fleuve profond (深い河, Fukai kawa?) de Kei Kumai : Tsukada

#### À la télévision
- 1967 : Taiyō no aitsu (太陽のあいつ?)
- 1968 : Gonin no nobushi (五人の野武士?) (série télévisée)
- 1971 : Daichūshingura (en) (大忠臣蔵?) (série télévisée)
- 1972-1974 : Kōya no surōnin (ja) (荒野の素浪人?) (série télévisée - deux saisons) : Kujuro Toge
- 1973 : Kōya no yōjinbō (ja) (荒野の用心棒?) (série télévisée)
- 1975 : Ken to kaze to komoriuta (ja) (剣と風と子守唄?) (série télévisée)
- 1976 : Kakushi metsuke sanjō (ja) (隠し目付参上?) (série télévisée)
- 1976 : Ningyo-tei ibun : Muhōgai no surōnin (ja) (人魚亭異聞 無法街の素浪人?) (série télévisée)
- 1977 : Kakushimetsuke sanjo (série télévisée)
- 1978 : Edo no taka : Goyōbeya hankachō (ja) (江戸の鷹 御用部屋犯科帖?) (série télévisée)
- 1979 : Kakekomibiru nanagoshitsu (série télévisée)
- 1980 : Shogun de Jerry London (téléfilm) : Seigneur Yoshi Toranaga
- 1980 : Shogun  de Jerry London (série télévisée) : Seigneur Yoshi Toranaga
- 1981 : Sekigahara (関ヶ原?) (TV)
- 1981 : Musumeyo! Ai to namida no tsubasa de tobe (TV)
- 1981-1982 : Bungo torimono-chō (ja) (文吾捕物帳?) (série télévisée)
- 1981 : Shingo juban shobu dai ichibu (TV)
- 1981 : Kyukei no koya (TV)
- 1981 : Suronin makaritoru (série télévisée)
- 1982 : Shiawase no kiiroi hankachi (TV)
- 1982 : Shingo juban shobu dai nibu (TV)
- 1982 : Suronin makaritoru dai nibu akatsuki no shito (TV)
- 1982 : Shingo juban shobu dai sanbu ai ni iki-ken ni ikiru seishun (TV)
- 1982 : Suronin makaritoru dai sanbu chikemuri no yado (TV)
- 1983 : Yusha ha katarazu (série télévisée)
- 1983 : Suronin makyosashodani no himitsu (TV)
- 1983 : Suronin makaritoru dai yonbu sarumo jigoku nokorumo jigoku (TV)
- 1983 : Suronin makaritoru dai gobu namida ni kieru mikka gokuraku (TV)
- 1983 : Makyo sessho-tani no himitsu (TV)
- 1984 : Sanga moyu (série télévisée)
- 1984 : Moetechiru hono no kenshi Okita Sohji (TV)
- 1984 : Natsu no deai (TV)

### Comme producteur
- 1963 : Legs des 500 000 (五十万人の遺産, Gojūman-nin no isan?)
- 1965 : Samouraï (侍, Samurai?) de Kihachi Okamoto
- 1965 : Sang et Sable (血と砂, Chi to suna?) de Kihachi Okamoto
- 1966 : Les Aventures de Takla Makan (奇巌城の冒険, Kigan-jō no bōken?) de Senkichi Taniguchi
- 1966 : Doto ichiman kairi (怒濤一万浬?) de Jun Fukuda
- 1967 : Rébellion (上位討ち 拝領妻始末, Jōi uchi hairyō tsuma shimatsu?) de Masaki Kobayashi
- 1968 : Le Soleil de Kurobe (黒部の太陽, Kurobe no taiyō?) de Kei Kumai
- 1969 : Furin kazan (風林火山, Furin kazan?) de Hiroshi Inagaki
- 1969 : Akage (赤毛?) de Kihachi Okamoto
- 1969 : Shinsengumi (新選組?) de Tadashi Sawashima
- 1970 : L'Embuscade (待ち伏せ, Machibuse?) de Hiroshi Inagaki
- 1971 : Futari dake no asa (二人だけの朝?) de Takeshi Matsumori
- 1972-1974 : Kōya no surōnin (ja) (荒野の素浪人?) (série télévisée - deux saisons)
- 1978 : Inubue (犬笛?) de Sadao Nakajima
- 1979 : Omitsu dōshin : Ōedo sōsamō (隠密同心 大江戸捜査網?) d'Akinori Matsuo

### Comme réalisateur
- 1963 : Legs des 500 000 (五十万人の遺産, Gojūman-nin no isan?)

## Distinctions

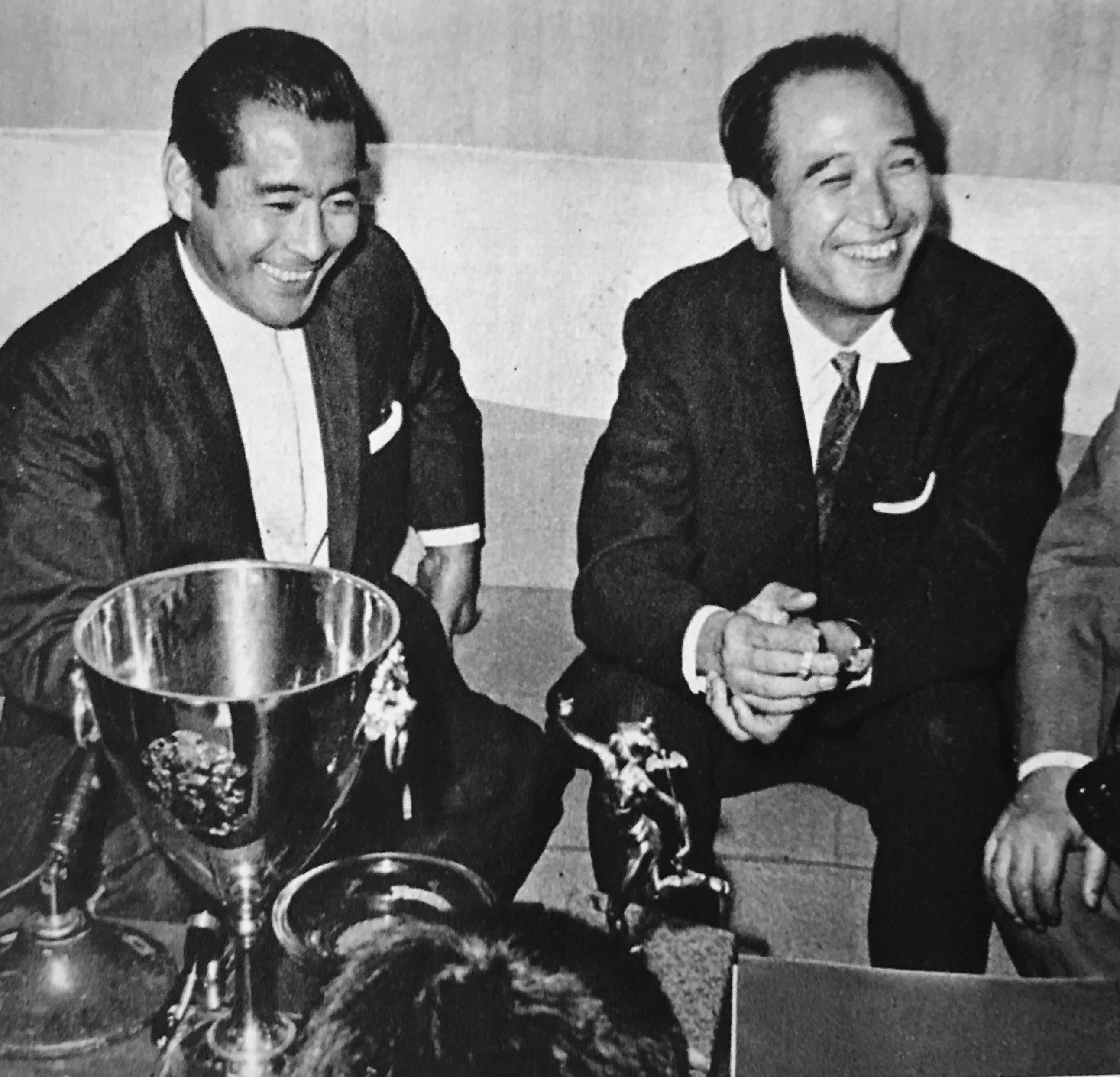
Akira Kurosawa, Toshiro Mifune et la coupe Volpi remportée à la Mostra de Venise pour son interprétation dans Le Garde du corps.

### Récompenses
- 1961 : Coupe Volpi pour la meilleure interprétation masculine à la Mostra de Venise pour Yojimbo.
- 1965 : Coupe Volpi pour la meilleure interprétation masculine à la Mostra de Venise pour Barberousse.
- 1985 : Grand prix spécial du Festival de Montréal pour sa contribution à la promotion du cinéma japonais dans le monde occidental.

### Nominations
- 1956 : Nomination au BAFTA du meilleur acteur étranger pour Les Sept Samouraïs.